# Spermophorides elevata
Spermophorides elevata is een spinnensoort uit de familie trilspinnen (Pholcidae). De soort komt voor in het westen van het Middellandse Zeegebied.